# 東光寺 (京都市右京区)
東光寺（とうこうじ）は、京都府京都市右京区京北熊田町に所在する真言宗御室派の寺院。住職は尾池文章だが、無住職の寺である。。隣接する岩神神社の別当寺であった。

## 指定文化財
- 鰐口が市指定文化財である。

## 境内の桜
- 境内にある6本の桜は京北「桜100選」の1つ。

## 除夜の鐘
- 毎年12月31日に境内の鐘を、チョコレートをもらった数だけ叩くという昔からの風習がある。[要出典]